# Leo Taubmann
Leo Taubmann (geboren am 20. April 1907 in Königsberg; gestorben im Juli 1966 in Manhattan, New York City) war ein deutscher Pianist und Liedbegleiter, der im Hitler-Deutschland Berufsverbot erhielt und in die USA emigrieren musste.

## Leben und Werk

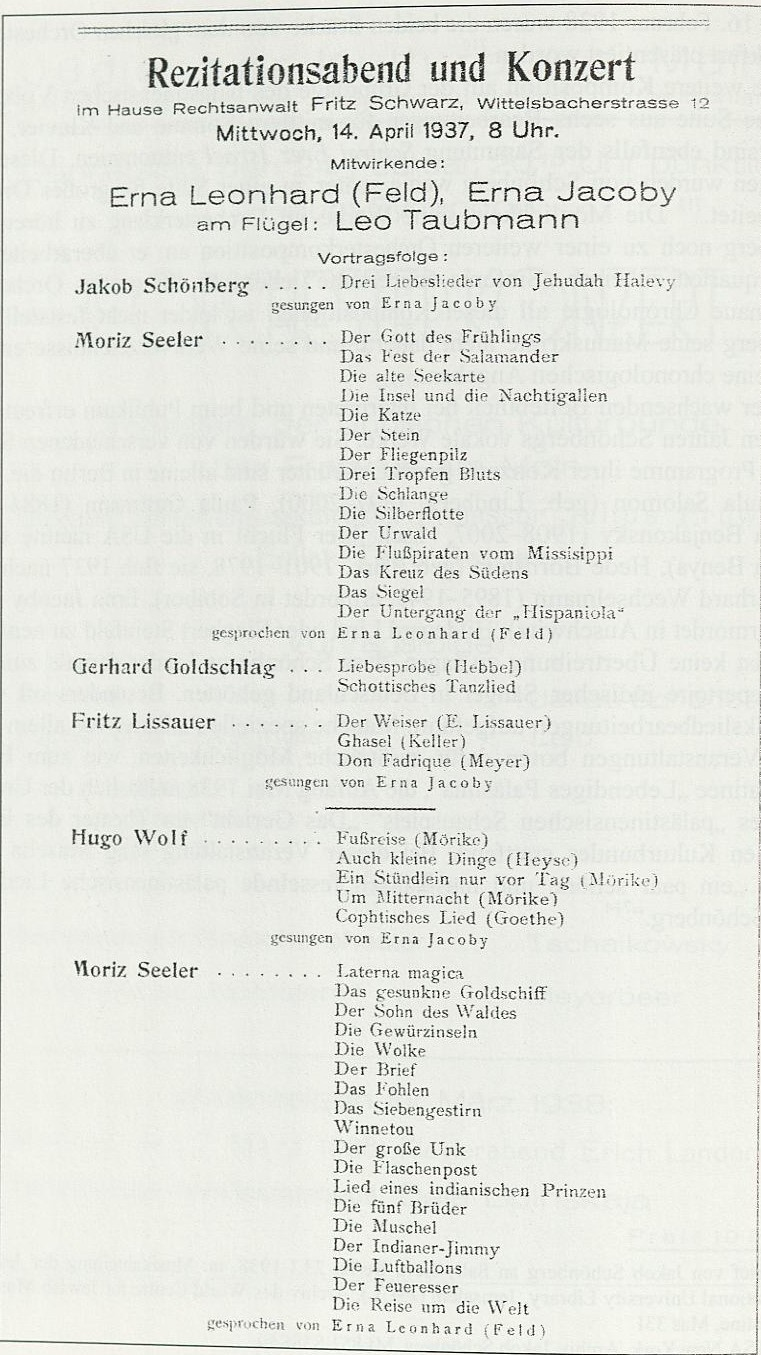
Leo Taubmann als Begleiter (1937)

Taubmann erhielt als Jude bereits 1933 Berufsverbot im NS-Staat. Im August 1935 wurde er aus der Reichsmusikkammer ausgeschlossen. Danach konnte er nur mehr innerhalb der jüdischen Kulturszene auftreten, beispielsweise beim Jüdischen Kulturbund in Berlin und Hamburg. Eines dieser Konzerte war ein Lieder- und Arienabend 1936 in Hamburg mit Sabine Kalter mit Werken von Meyerbeer, Verdi, Saint-Saëns, Mendelssohn Bartholdy, Schumann und Robert Franz. Am 20. März 1937 begleitete er die Sängerin bei einem Rezital in Berlin, diesmal mit Werken von Verdi, Saint-Saëns, Meyerbeer und Dvořák. Er muss längere Zeit in Wien verbracht haben, denn in der Austrian Information (Band 36, Ausgabe 7/8) wird er als prominenter Vertreter des Wiener Judentums gelistet – zwischen Richard Tauber und Bruno Walter. Rechtzeitig konnte er in die Vereinigten Staaten emigrieren.
1956 und 1960 war er als Liedbegleiter bei den Salzburger Festspielen verpflichtet, für Konzerte mit Cesare Siepi und Cesare Valletti, den er auch an einem Rezital in der Town Hall in New York begleitete. Das Cesare-Siepi-Konzert, auch als Schallplatte veröffentlicht, umfasste Werke von Mozart, Rossini, Schumann, Verdi, Gomes, Boito und Ravel. Taubmann begleitete auch eine Reihe weiterer namhafter Sänger und Sängerinnen, beispielsweise George London, Birgit Nilsson, Yannula Pappas, Suzanne Sten oder Lucretia West.
Er unterrichtete auch.

## Quelle
- Regina Thumser: Vertriebene Musiker, Schicksale und Netzwerke im Exil 1933–1945, Universität Salzburg, Diss., 1998